# Shakhnoz Abdullaeva
Shakhnoz Abdullaeva (* 1965 in Taschkent) ist eine usbekische Künstlerin. 

## Leben
1989 graduierte Shakhnoz Abdullaeva am Uzbekistan State Institute of Arts and Culture in Taschkent und wurde von Chingiz Akhmarov unterrichtet, der sich in den 1970er Jahren mittelalterlichen Miniaturen zuwandte und damit die moderne Kunst Usbekistans prägte. Er vermittelte Shakhnoz Abdullaeva zugleich die Liebe zur Poesie zum usbekischen Nationalhelden MirʿAli Schir Nawāʾi. Seit 1997 ist Shakhnoz Abdullaeva Mitglied der Künstlervereinigung der Akademie der Künste Usbekistans.

## Werk
Shaknoz Abdullaeva stellt in ihren Bildern eine imaginäre und utopische Welt, einen wahrgewordenen Traum dar. Zentrale Themen ihres Werks sind echte und erfundene Heldinnen aus der Vergangenheit. Dargestellt werden Frauen aus dem Osten, aus Mythen und Legenden, zum Beispiel sagenhafte Dichterinnen, Zarinnen, Königinnen, Prinzessinnen oder Göttinnen. Viele ihrer Werke widmen sich dabei den Gottheiten des Zoroastrismus. Gesichter von Engeln strahlen Kontemplation und Ruhe aus.
Frühmittelalterliche Wandbilder und Fresken Zentralasiens, aus Afrasiab, Varakhsha, Balalyk Tepe und Pandschakent mit ihren feierlichen Szenen von Festen und Empfängen dienten Shakhnoz Abdullaeva als Vorlage. Große Flächen werden zum Beispiel mit Beize übergossen, wodurch ein monochromer Hintergrund entstand. Einzelne Details wurden danach betont und hervorgehoben. Methoden der buddhistischen Ikonografie, Buchminiaturen, Muster aus sogdischen Stoffen oder von Teppichen aus Fargʻona sowie Motive der angewandten Kunst verschiedener Epochen werden einbezogen. Auch Motive aus den Gedichten von MirʿAli Schir Nawāʾi sind ein immer wiederkehrendes Thema im Werk von Shakhnoz Abdullaeva.
Die Künstlerin versucht in ihrer Arbeit die Stellung der Frau darzustellen und ein Gleichgewicht zwischen ihren Gedanken und kulturellen Erinnerungen herzustellen. Häufig sind in ihren Werken auch Bilder zentralasiatischer Ochsenkarren in bestimmten Farbkombinationen zu sehen. Seit 1997 verwendete Abdullaeva eine reduzierte Farbpalette. Dadurch wirken ihre Bilder anspruchsvoller. Die Hintergründe werden komplexer und weichen von den üblichen Assoziationen ab. Seit 2003 veränderten sich die Werke Shakhnoz Abdullaevas erneut und lassen eine kontemplative und meditative Stimmung erkennen.

### Werke (Auswahl)
- 1987: In the rhythm of the dance 2, Öl auf Leinwand[4]
- 1988: Danae, Öl auf Leinwand[4]
- 1989: Dilaram[1]
- 1989: Dance[3]
- 1989: Grieving Anakhita[3]
- 1989: Journey[3][A 1]
- 1990: A bride[2]
- 1990: Navruzoi[3][A 2]
- 1990: Dilaram[3]
- 1991: Adjanta[3][A 3]
- 1991: Nowruzoy[2]
- 1994: Bakhram-Gur in the Purple Palace[3]
- 1995: Bibi-Khanym in gardens of Temur[3]
- 1995: Sevin-Bika[3]
- 1995: Araba of Happiness[3][A 4]
- 1995: Bride[3][A 5]
- 1995: Arabesque, Tempera auf Pappe und Leinwand[1]
- 1995: Maiden – noon[3]
- 1995: Turquoise Angel[3]
- 1995: Copper Angel[3]
- 1996: Aringis, Öl auf Leinwand[1]
- 1997: Angel with bird[2]
- 1997: Bakhram-Gur in the Saffron-yellow Palace[3]
- 1997: Creation, Öl auf Leinwand[1]
- 1997: Nostalgia[3][5][A 6]
- 1997: Thoughtful Angel[3]
- 1997: Pearl[3][5]
- 1998: Angel and Bird[3]
- 1998: Bibi-Khanym[3]
- 1998: Madonna[3][A 7]
- 1998: Probation[3][A 8]
- 1998: Virgo, Öl auf Leinwand[1]
- 1998: Wedding procession[3][A 9]
- 1998: Zaringiz[3]
- 1998: Princess of Semirechie[3][1]
- 1998: Maiden – moon[3]
- 2000: Still life with a pomegranate[2][3]
- 2002: Three graces[3]
- 2002: Gifts. Dedication to Chingiz Akhmarov[3][A 10]
- 2003: Paradise. Angel[5]
- 2006: Concerns in the vineyard, Öl auf Leinwand[1][2][5][A 11]
- 2006: Paradise-Eva[2]
- 2006: Gifts Grenades, Öl auf Leinwand[1]
- 2008: You high willow keep the love[2]
- 2008: Peacocks 1, Öl auf Leinwand[1]
- 2009: Desire, Öl auf Leinwand[1]
- 2009: Blossom, Öl auf Leinwand[1]
- 2009: Samarkand apple, Öl auf Leinwand[1]
- 2010: Pomegranate paradise, Öl auf Leinwand[1]
- 2010: Dance of the rose, Öl auf Leinwand1[2]
- 2010: Kiss, Öl auf Leinwand[1][2]
- 2011: Step in to Paradise I, Öl auf Leinwand[1]
- 2011: Step in to Paradise II, Öl auf Leinwand[1]
- 2012: Angels, Öl auf Leinwand[1]
- 2012: Blue Bird, Öl auf Leinwand[1]
- 2012: Lady with a cat, Öl auf Leinwand[1]
- 2012: Girl with a flower[2]
- 2014: Dance, Öl auf Leinwand[1]
- 2014: To the rhythm of the dance, Öl auf Leinwand[1]
- 2017: The smell of a rose[2]
- 2017: Fragrance, Öl auf Leinwand[1]
- 2017: Nature Morte, Öl auf Leinwand[1]
- 2017: Chasing the wind, Öl auf Leinwand[1]
- 2017: Contemplation, Öl auf Leinwand[1]
- 2017: View, Öl auf Leinwand[1]
- 2018: Serene Dream, Öl auf Leinwand[1]
- 2019: Woman from Samarkand, Öl auf Leinwand[1]
- 2020: Gifts of Wise men, Öl auf Leinwand[1]
- 2020: Peacocks II, Öl auf Leinwand[1]
- 2020: Spring, Öl auf Leinwand[1]
- 2020: Danaya, Öl auf Leinwand[1]

## Gruppenausstellungen (Auswahl)
- 1990: Ausstellung junger Künstler Usbekistans, Bulgarien[2][4]
- 1991: Ausstellung Usbekischer Künstler in England, Galerie Zaman, Großbritannien[2][4]
- 1991: Ausstellung Usbekischer Künstler in Deutschland, Deutschland[2][4]
- 1992: ART-Asia Tashkent, Tashkent[2][4]
- 1993: Ausstellung Usbekischer Künstler in Sankt Petersburg, Sankt Petersburg[2][4]
- 1994: Ausstellung Usbekischer Künstler in der Schweiz, Schweiz[2][4]
- 1996: Ausstellung von Akhmarov und seinen Schülern[2][4]
- 2002–2003: Weltweite Ausstellung von Künstlerinnen, Seoul[2][4]
- 2004–2005: Ausstellung Usbekischer Künstler, Central House of Artists, Moskau[2][4]
- 2005: Beijing International Art Biennale, Peking[2][4]
- 2005: Ausstellung Usbekischer Künstler, Kairo[2][4]
- 2007: Tashkent International Biennale of Modern Art, Taschkent[2][4]
- 2008: Ausstellung Usbekischer Künstler in Zürich, Zürich[2][4]
- 2011: Tashkent International Biennale of Modern Art, Taschkent[2][4]
- 2014: Internationale Ausstellung, Katar[2][4]
- 2016: Ausstellung Usbekischer Künstler in Kasachstan, Astana[2][4]
- 2017–2018: Ausstellung Usbekischer Künstler in China, Peking[2][4]
- 2019: Die Türkei gemalt mit dem Pinsel Usbekischer Künstler, Galerie der Bildenden Kunst[2][4]

## Einzelausstellungen (Auswahl)
- 1995: Galerie „Das Zentrum der Volkstraditionen und Kunst Usbekistans“, Taschkent[2][4]
- 2000: Zentrale Ausstellungshalle der Kunstakademie, Taschkent[2][4]
- 2001: Indisches Kulturzentrum, Taschkent[2][4]
- 2000–2003: Zentrale Ausstellungshalle der Kunstakademie, Taschkent[2][4]
- 2003: Zentrum für moderne Kunst, Taschkent[2][4]
- 2006: Ilchom-Theater, Taschkent[2][4]
- 2009: Zentrum für Nationale Künste, Taschkent[2][4]
- 2013: Kunstgalerie von Usbekistan, Taschkent[2][4]
- 2014: Art And Fact Gallery, Taschkent[2][4]

## Auszeichnungen
Shakhnoz Abdullaeva wurde mit der „Shukhrat“-Medaille ausgezeichnet.

## Rezeption
Werke von Shakhnoz Abdullaeva befinden sich der Art Gallery of Uzbekistan sowie im Staatlichen Kunstmuseum in Taschkent, in der Bildergalerie von Urganch, in der Galerie Zaman in Großbritannien, der World Bank in Washington D.C. sowie in privaten Sammlungen in Japan, Finnland, Saudi-Arabien, Russland und Indien.
Elmira Gyul kommentiert in ihrem biographischen Essay Abdullaevas Kunst folgendermaßen:

“Her works are distinguished with romantic fullness of characters, poetic perception of the life and emotional colour composition having absorbed the entire of heart experiences (…)
deep poetry created by refinement of colour, skill to create harmony from chaos of colour spots that is revealed by the found silhouette, by a light line.”